# Jacques Delarüe-Caron de Beaumarchais
Pour les articles homonymes, voir Delarue et Beaumarchais (homonymie).
Jacques Delarüe-Caron de Beaumarchais, né à Bayonne en 1913 et mort à Paris en 1979, est un diplomate français.

## Biographie

### Jeunesse et études
Jacques Delarüe-Caron de Beaumarchais est titulaire d'une licence de droit et est diplômé de l'École libre des sciences politiques.

### Parcours professionnel
Chef de section au commissariat aux affaires étrangères à Alger à partir de novembre 1943.
Il est représentant permanent adjoint de la France au Conseil de l'OTAN en 1957, 1958. Il est directeur adjoint du cabinet du ministre entre 1958 et 1962. Il est ministre conseiller à Moscou en 1962. Chargé des affaires d'Europe à l'administration centrale entre 1962 et 1964. Nommé directeur du cabinet du ministre en février 1964. En 1969 il est directeur des affaires politiques au Quai d'Orsay auquel est subordonné Jean-Daniel Jurgensen.
En 1972, il succède à Geoffroy Chodron de Courcel en tant qu'ambassadeur de France au Royaume-Uni. Il conserve son poste jusqu'en 1977.

## Décorations
- Commandeur de la Légion d'honneur (1976).
- Commandeur de l'ordre national du Mérite (1968).

## Sources
- (en) « Jacques Delarüe Caron de Beaumarchais », sur Oxford Index (consulté le 15 avril 2017).